# Ipimorpha viridipallida
Ipimorpha viridipallida là một loài bướm đêm trong họ Noctuidae.